# Savignac, Aveyron
Savignac är en kommun i departementet Aveyron i regionen Occitanien i södra Frankrike. Kommunen ligger  i kantonen Villefranche-de-Rouergue som ligger i arrondissementet Villefranche-de-Rouergue. År 2022 hade Savignac 755 invånare.

## Befolkningsutveckling
Antalet invånare i kommunen Savignac
Referens: INSEE